# Itaú
Itaú is een gemeente in de Braziliaanse deelstaat Rio Grande do Norte. De gemeente telt 5.999 inwoners (schatting 2009).